# Zu unserer lieben Frau (Hagenau)

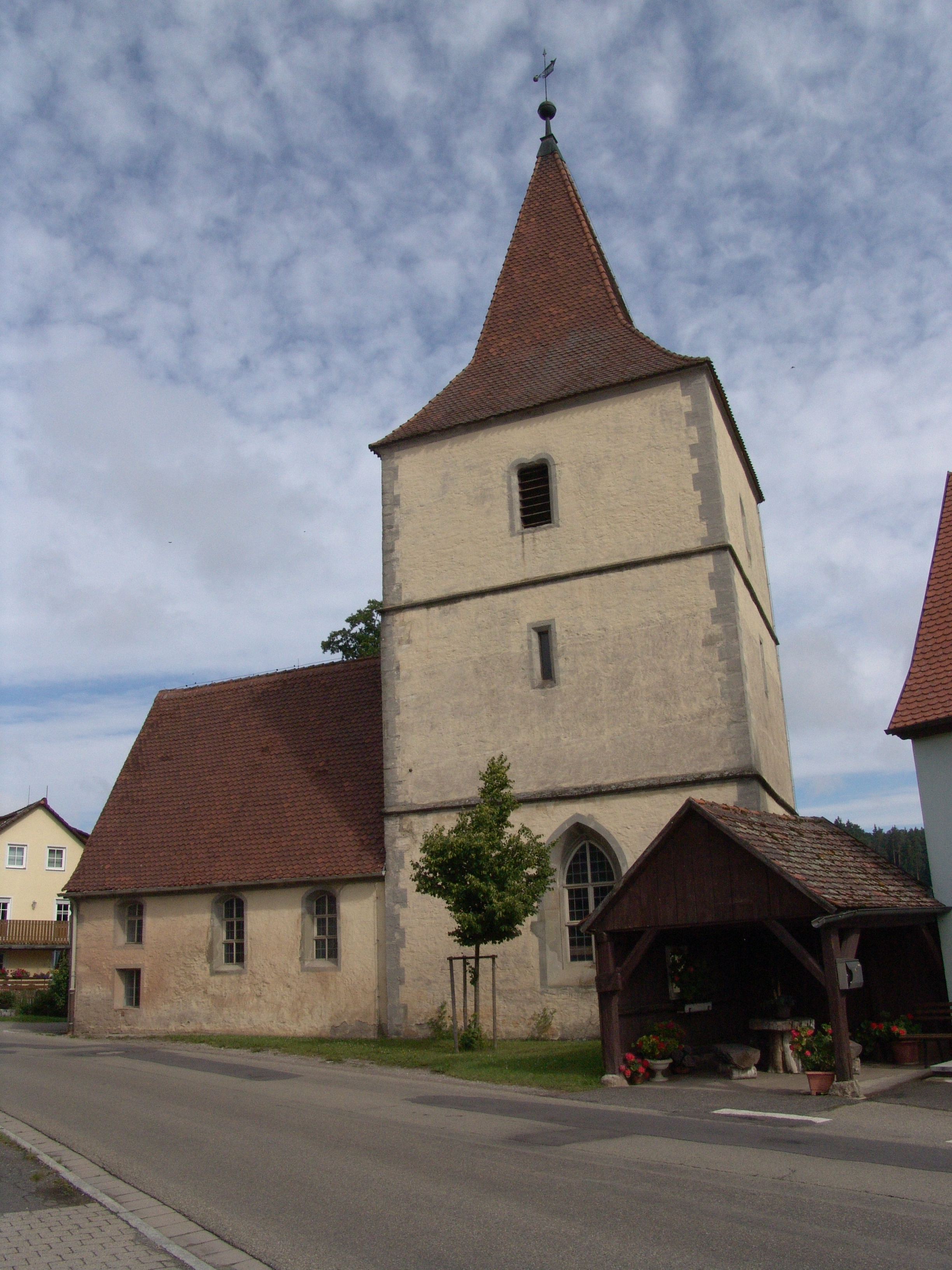
Zu unserer lieben Frau (Hagenau)

Die evangelische, denkmalgeschützte Filialkirche Zu unserer lieben Frau steht in Hagenau, einem Gemeindeteil der Gemeinde Buch am Wald im Landkreis Ansbach (Mittelfranken, Bayern). Das Bauwerk ist unter der Denkmalnummer D-5-71-125-12 als Baudenkmal in der Bayerischen Denkmalliste eingetragen. Die Kirchengemeinde gehört zur Pfarrei Buch am Wald im Evangelisch-Lutherischen Dekanat Leutershausen im Kirchenkreis Ansbach-Würzburg der Evangelisch-Lutherischen Kirche in Bayern.

## Beschreibung

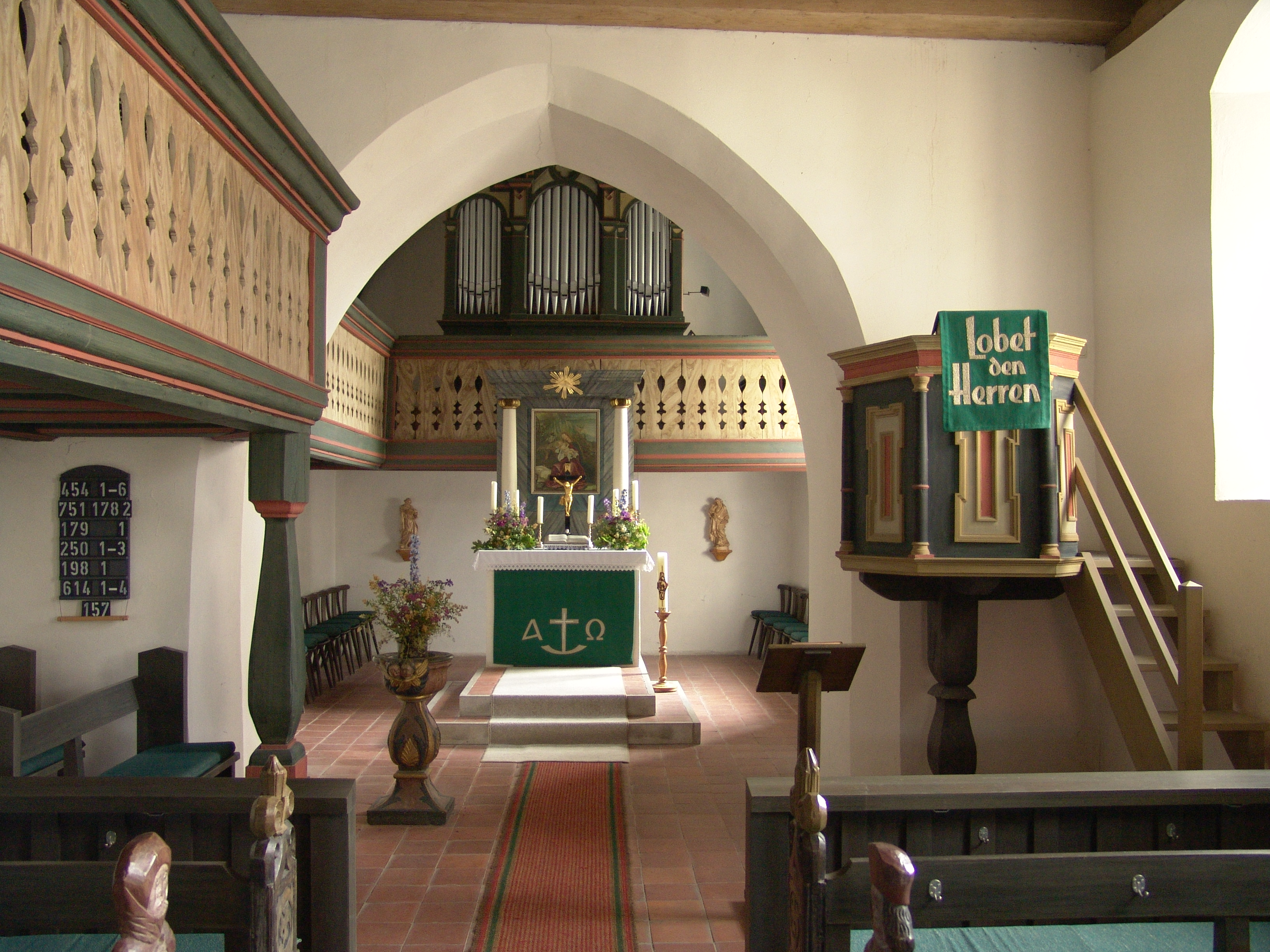
Langhaus mit Blick auf den Altar

Um 1315 wurde der Chorturm errichtet, an dem eine kleine Kapelle angebaut war. Die Kirche wurde 1465 zu einer Saalkirche erweitert, deren Langhaus, das mit einem Satteldach bedeckt ist, die gleiche Breite wie der mit einem Knickhelm bedeckte Chorturm hat. An der Nordseite des Chorturms befindet sich die Sakristei. Im obersten Geschoss des dreigeschossigen Chorturms steht der Glockenstuhl mit zwei Glocken. Der Innenraum des Chors, d. h. das Erdgeschoss des Chorturms, ist mit einem Netzgewölbe überspannt, der des Langhauses, der an den Längsseiten Emporen hat, mit einer Flachdecke. Ein Sakramentshaus stammt aus der Bauzeit. Der Altar und die Kanzel wurden um 1800 aufgestellt. Das Chorgestühl und die Kirchenbänke sind mit Schnitzereien verziert.